# 覺羅伊圖
覺羅伊圖（穆麟德轉寫：gioroi itu，？—1677年），諡文僖，清朝政治人物、大學士。

## 生平
順治元年，任內翰林秘書院學士。順治二年，任明史副總裁。順治四年，任雲騎尉。后任二等阿達哈哈番。順治九年，任三等輕車都尉、殿試讀卷官、宗人府啟心郎。順治十一年，署刑部尚書。順治十四年，任兵部尚書。順治十七年，任吏部尚書。順治十八年，任內弘文院大學士。

## 家族
- 覺羅福滿 （高祖父）
- 覺羅德世庫 （曾祖）
- 覺羅伊爾們 （弟）
- 覺羅伊訥布 （子）
- 覺羅悟爾祜 （姪孫）